# Gabriel o Pensador
Gabriel, o Pensador, de son vrai nom Gabriel Contino, né le 4 mars 1974 à Rio de Janeiro, est un rappeur, compositeur, auteur, et entrepreneur brésilien.  Il commence sa carrière musicale en publiant une démo de sa chanson Tô Feliz (Matei o Presidente), et signe par la suite chez Sony Music. Il compte huit albums : Gabriel o Pensador, Ainda é só o começo, Quebra-Cabeça, Nádegas a declarar, Seja Você mesmo (mas não Seja sempre o Mesmo), MTV ao Vivo (CD e DVD) et Cavaleiro andante. Son dernier album, Sem crise (2012), est publié indépendamment .
En parallèle, Gabriel est auteur de trois livres, l'autobiographique Diário nocturno, et les livres pour enfants Um garoto chamado Rorbeto et Meu pequeno rubro-negro. Son quatrième œuvre, Nada demais, co-écrit avec Laura Malin, est terminé mais pas encore publié. Gabriel est aussi activiste qui se consacre aux jeunes footballeurs qui veulent devenir professionnels. 

## Biographie
En 1992, Gabriel assiste à des cours de médias sociaux au Pontifícia Universidade Católica do Rio de Janeiro (PUC-Rio) pendant un an, durant lesquels il se sentira « terriblement insatisfait du conformisme. ». Puis en septembre, Gabriel envoie une démo de Tô Feliz (Matei o Presidente) à RPC FM. La chanson est diffusée pour la première fois le 5, et devient rapidement devenue la plus demandée de la saison, jusqu'à ce qu'elle soit censurée cinq jours plus tard par les hautes autorités. Le ministère de la Justice brésilien considérait que ce morceau attisait les envies de tuer le président, qui était alors en procès de destitution, et qu'il contenait des phrases choquantes. Ce morceau attire l'intérêt sur Gabriel, en particulier dans les médias (Veja et MTV Brésil), puis Gabriel signe chez Sony Music.
Le 22 août 2012 sort le single Surfista solitário de son prochain album. En décembre sort l'album Sem crise qui était prévu pour mars 2009. En mars 2015 sort le morceau de protestation Chega.

## Discographie
- 1993 : Gabriel o pensador
- 1995 : Ainda é só o Começo
- 1997 : Quebra-cabeça
- 1999 : Nádegas a declarar
- 2001 : Seja você mesmo
- 2005 : Cavaleiro andante
- 2012 : Sem crise